# Eleonora Ramirez di Montalvo
Eleonora Ramirez di Montalvo, död 1659, var en genuesisk lärare. 
Hon grundade två skolor för flickor. Hon utgav även skrifter om utbildning för flickor.